# Adatvizualizáció
Az adatvizualizáció egy interdiszciplináris terület, amely az adatok grafikus ábrázolásával foglalkozik. Az adatok közlésének hatékony módja, különösen nagyszámú adat, például idősorok esetében. Elméleti szempontból általában numerikus adatok grafikus elemekre (például vonalak, vagy egy diagram pontjai) való leképezését értjük alatta. Ennek fényében tehát egy oszlopdiagram az adott változók nagyságának az oszlopok hosszával való megfeleltetése. Mivel a grafikus ábrázolás akár hátrányosan is befolyásolhatja az adatok olvashatóságát, a leképezés módja az adatvizualizáció hatékonyságának egyik alapvető mutatója. Az adatvizualizáció a statisztika területéhez köthető, és általában a leíró statisztika egyik ágaként tartják számon. Mivel azonban napjainkban a hatékony adatmegjelenítéshez a statisztikai ismeretek mellett mind szoftverhasználati – esetleg programozási – készségek, mind pedig grafikus tervezési képességek is szükségesek, egyes szerzők a tudomány és a művészet kategóriáiba egyaránt besorolhatónak vélik.

## Áttekintés
Adatvizualizáció alatt azokat a módszereket értjük, amelyek segítségével a számszerű adatokban rejlő információt vizuális megjelenítés (pl. vonalak, oszlopok, pontok) révén közvetítjük. Az adatvizualizáció az adatelemzés folyamatának része, fő célja a grafikus eszközökkel való világos és hatékony információátadás . Az effektív adatmegjelenítés a komplex adatokat hozzáférhetőbbé, érthetőbbé és használhatóbbá teszi, ezáltal segíti a felhasználókat az adatok elemzésében, különböző következtetések levonásában. A grafikus reprezentáció általában igazodik az adott elemzési feladathoz – ilyen feladat lehet például összehasonlítások ábrázolása, vagy összefüggések feltárása. A táblázatos megjelenítési forma akkor használatos, ha a felhasználók egy adott számadatra kíváncsiak, míg a különböző típusú diagramokat inkább a változók közti mintázatok és kapcsolatok ábrázolásának céljából alkalmazzák.
Az ábrázolásmód tekintetében az esztétikai formának és a használhatóságnak kéz a kézben kell járnia annak érdekében, hogy a kulcsfontosságú szempontokat kiemelve a megjelenítés módja lehetővé tegye egy komplex adathalmaz információtartalmába való betekintést. A tervezők sokszor mégsem tudják megtalálni az egyensúlyt funkció és forma között – ennek egyik gyakori példája, amikor a látványos adatmegjelenítési módok nem tudják eredeti céljukat, az információ hatékony közlését szolgálni . Fernanda Viegas és Martin M. Wattenberg azt javasolta, hogy az ideális vizualizációnak nemcsak egyértelműen kell kommunikálnia, hanem elő is kell segítenie a nézők bevonódását és figyelmük fenntartását.
Az adatmegjelenítés szorosan kapcsolódik az információmegjelenítéshez, a tudományos vizualizációhoz, a feltáró adatelemzéshez és a statisztikai grafikához. Post és munkatársai (2002) úgy vélik, az adatvizualizáció egyesítette a tudományos és információs megjelenítés módszereit . A 20. század kezdetétől az adatvizualizáció a kutatás, az oktatás és a fejlesztés szerves részévé vált. Kereskedelmi környezetben pedig az adatok megjelenítési módját gyakran dashboard-nak nevezik. Az infografikák az adatok megjelenítésének másik nagyon gyakori formái.
A technológia fejlődésével az adatvizualizációs eszközök is átalakultak: a kézzel rajzolt adatábrázolásoktól fokozatosan eljutottunk az interaktív tervezéshez és a szoftveres adatvizualizációhoz . Bizonyos programok a statisztikai adatmegjelenítéshez használhatóak (pl. SAS, SOFA, R, Minitab, Cornerstone), míg a programozási nyelvek (pl. D3, Python, JavaScript) jobban egyénre szabott megoldásokat tesznek lehetővé az adatvizualizáció területén.

## A hatékony grafikai megjelenítés sajátosságai
Edward Tufte professzor fejtette ki, hogy az információs megjelenítés felhasználói különböző elemzési feladatokat hajtanak végre (pl. összehasonlító elemzések), melyek sajátosságait a grafikus megjelenítés tervezésekor figyelembe kell venni . William Cleveland és Robert McGill is tárgyalja, hogy különböző grafikai elemek ezt a feladatot többé-kevésbé hatékonyan látják el: a pontdiagramok és az oszlopdiagramok például általában szélesebb körben felhasználhatók a kördiagramoknál . Edward Tufte 1983-ban, a The Visual Display of Quantitative Information című könyvében írja le a hatékony grafikus megjelenítés alapelveit:
- mutatja az adatokat
- a felhasználót a lényegi információ kiemelésére ösztönzi (a módszertan, a grafikai tervezés és használt technológia fejtegetése helyett)
- nem torzítja az adatok információtartalmát
- nagyszámú adatot jelenít meg kis felületen
- nagyméretű adatkészleteket koherenssé tesz
- ösztönzi a felhasználót a különböző adatok összehasonlítására
- a részletesség különböző szintjein jelenít meg adatokat, a széleskörű áttekintéstől a finom struktúráig
- észszerű és világos célt szolgál
- illeszkedik az adatkészlet statisztikai és verbális leírási formáihoz.

Amennyiben az alapelvek érvényesülnek, az adatok grafikus megjelenítése pontosabb és szemléletesebb lehet, mint a hagyományos statisztikai számítások. Ha azonban nem vesszük figyelembe az említett elveket, akkor félrevezető ábrákat kaphatunk, melyek torzítják az adatokba foglalt üzenetet, ez pedig hibás következtetések levonását vonja maga után .

## Kvantitatív üzenetek
Stephen Few nyolcféle kvantitatív üzenettípust írt le, amelyeket a felhasználók egy adatkészletből, illetve a hozzájuk kapcsolódó grafikonokból kísérelhetnek megérteni, vagy ezek által közölni:

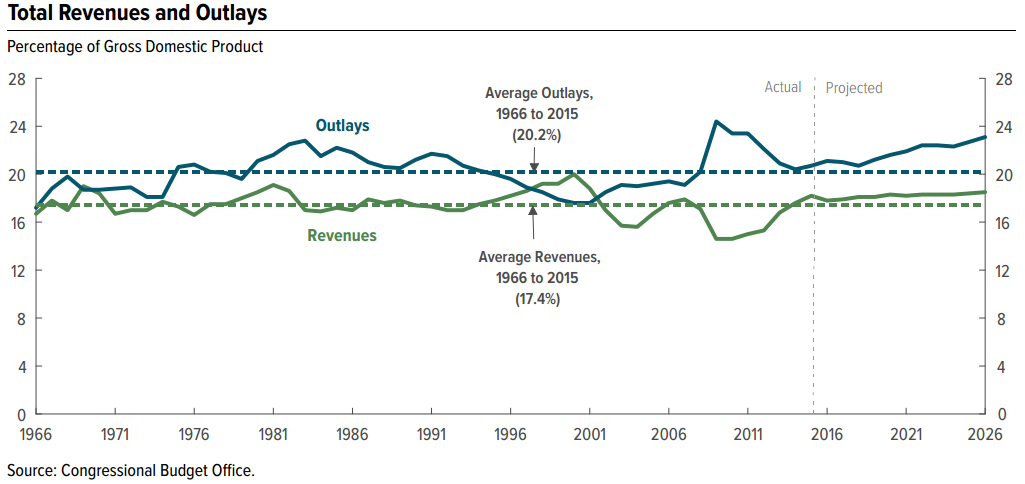
Vonaldiagrammal ábrázolt idősor

1. Idősorok: Egyetlen változó megjelenítése egy adott időtartamon keresztül, például a munkanélküliségi ráta változásai egy 10 éves időszakban. Az ilyen tendenciák bemutatására vonaldiagram használható.
2. Rangsorolás: A kategorikus alosztályokat növekvő vagy csökkenő sorrendben rangsorolják, mint például az értékesítési teljesítmények (mint mérőszámok) rangsorolása értékesítési személyek szerint (ahol minden értékesítő egy kategorikus alosztály) egy adott időszak alatt. Oszlopdiagram alkalmas az értékesítők közti összehasonlítás bemutatására.
3. Rész-egész viszonyok: A kategorikus alosztályokat az egészhez viszonyított arányban méri (azaz a 100%-ból egy bizonyos százalékot). A kördiagram vagy oszlopdiagram hatékonyan illusztrálhatja az arányok összehasonlítását.
4. Deviancia/eltérés: A kategorikus alosztályokat összehasonlítják egy referenciával, például a tényleges vs. a költségvetési kiadások összehasonlítása egy vállalkozás részlegeinél, egy adott időszakban. Ehhez hasonló összehasonlítások ábrázolására az oszlopdiagram a legalkalmasabb.
5. Gyakorisági eloszlás: Megmutatja egy adott változó esetében a megfigyelések számát egy adott intervallumon belül, mint például az évek száma, ahol a tőzsdei hozam pl. 0-10%, 11-20%, stb. intervallumok között van. A hisztogram – az oszlopdiagramok egy típusa – használható ehhez az elemzéshez. Az ún. doboz ábra (más néven boxplot diagram) segítheti a kulcsfontossági megoszlási statisztikák megjelenítését, mint például a medián, kvartilisek, kiugró értékek, stb.

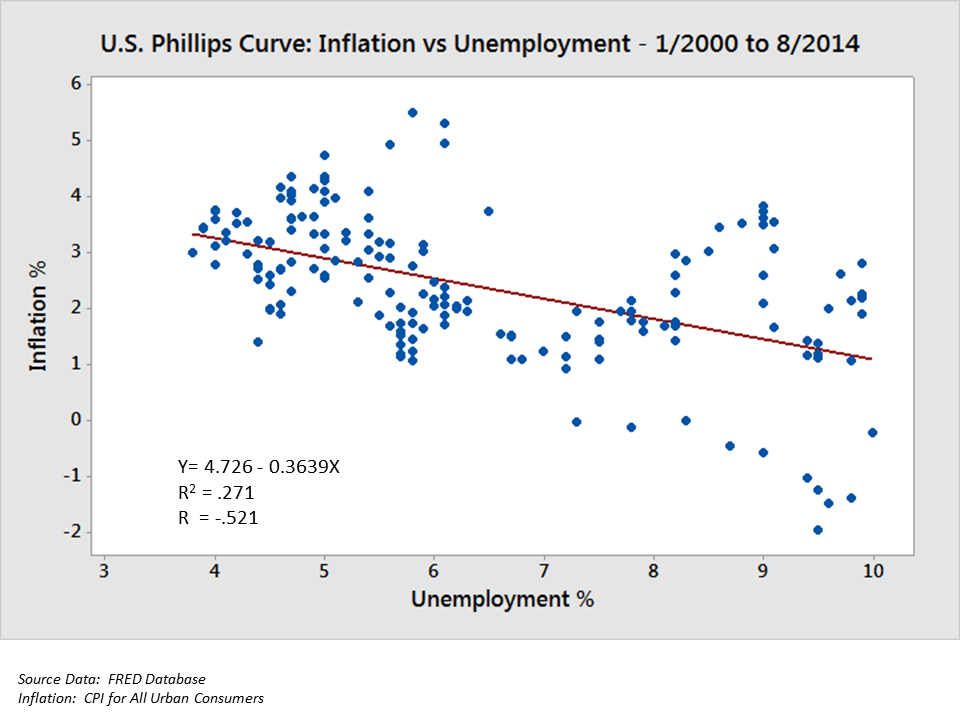
Két változó közötti negatív korrelációt ábrázoló szórásdiagram

1. Korreláció: Két változóval (X, Y) reprezentált megfigyelések közti összehasonlítás annak megállapítására, hogy ugyanabban vagy ellentétes irányban hajlamosak-e együtt mozogni. Például a munkanélküliség (X) és az infláció (Y) ábrázolása bizonyos hónapokra lebontva. Ehhez jellemzően szórásdiagramot használnak.
2. Nominális összehasonlítás: Kategorikus alosztályok összehasonlítása meghatározott sorrend nélkül, például adott árucikkek értékesítési mennyiségének termékkód szerinti összehasonlítása. Ehhez az összehasonlításhoz oszlopdiagram használható.
3. Földrajzi vagy térbeli adatok: Változók összehasonlítása egy térképen vagy egyéb tervrajzokon, például a munkanélküliségi ráta államonkénti összehasonlítása. Jellemzően kartogramot használnak ennek ábrázolására .[3][11]

Egy adathalmazt áttekintő elemzők fontolóra vehetik, hogy a fenti üzenetek közvetítésére mely grafikai típusok alkalmasak, illetve azok illeszkednek-e az adatokat felhasználó közönséghez.

## Terminológia
Az adatvizualizáció területén specifikus terminológiát alkalmaznak, melynek egy része a statisztikából származik. Stephen Few például kétféle adattípust különböztet meg, amelyeket kombinálva használnak egy informatív elemzés vagy vizualizáció kivitelezéséhez:
- Kategorikus változók: Tárgycsoportokat ábrázol egy adott jellemzővel. A kategorikus változók lehetnek nominálisak vagy ordinálisak. A nominális változók (például a nemek) sorrendbe nem rendezhetők. Az ordinális változók sorrenddel rendelkező kategóriák, ilyen például a korcsoport .[12]
- Kvantitatív változók: Adott méréseket képviselnek, mint például egy személy magassága vagy a levegő hőmérséklete. A kvantitatív változók lehetnek folytonosak vagy diszkrétek. A folytonos változók alkalmazásakor a mérési adatok lehető legpontosabb leírása a cél, míg a diszkrét változóknak csak véges számú lehetőségük van .[12]

A kvantitatív és a kategorikus változók megkülönböztetése azért fontos, mert a két típus különböző vizualizációs módszereket igényel.
Az információk megjelenítésének két elsődleges típusa a táblázat és a grafikon.
- A táblázat sorokba és oszlopokba rendezett kvantitatív adatokat tartalmaz, kategorikus címkékkel. Elsősorban konkrét értékek megjelenítésére szolgál. Például egy táblázat tartalmazhat olyan kategorikus oszlopcímkéket, amelyek a nevet (egy kvalitatív változó) és az életkort (egy kvantitatív változó) reprezentálják, és minden adatsor egy személyt képvisel (a mintában szereplő kísérleti egység vagy kategória alosztály) .[3]
- A grafikon elsősorban az adatok közötti kapcsolatok megjelenítésére szolgál, és vizuális objektumokként kódolt értékeket jelenít meg (pl. vonalak, oszlopok vagy pontok). A numerikus értékek egy vagy több tengellyel körülhatárolt területen belül jelennek meg. Ezek a tengelyek olyan skálákként szolgálnak, amelyeket a vizuális objektumok megjelölésére és értékeinek kijelölésére használnak. Számos grafikont diagramoknak is neveznek .[3]

## Fordítás
Ez a szócikk részben vagy egészben  a   Data Visualization című angol Wikipédia-szócikk ezen változatának fordításán alapul.  Az eredeti cikk szerkesztőit annak laptörténete sorolja fel. Ez a jelzés csupán a megfogalmazás eredetét és a szerzői jogokat jelzi, nem szolgál a cikkben szereplő információk forrásmegjelöléseként.